# Anua leonina
Anua leonina är en fjärilsart som beskrevs av Fabricius 1775. Anua leonina ingår i släktet Anua och familjen nattflyn. Inga underarter finns listade i Catalogue of Life.